# Corey Hawkins (cestista)
Corey Hawkins (Filadelfia, 10 agosto 1991) è un ex cestista e allenatore di pallacanestro statunitense.
È il figlio di Hersey Hawkins.